# Mus setzeri
Mus setzeri é uma espécie de roedor da família Muridae.
Pode ser encontrada nos seguintes países: Botswana, Namíbia e Zâmbia.
Os seus habitats naturais são: savanas áridas, rios, lagos de água doce e lagos de água doce intermitentes.